# Леонов, Александр Александрович
Александр Александрович Леонов (1888—1989) — русский офицер, герой Первой мировой войны, участник Белого движения.

## Биография
Казак станицы Краснокутской Области Войска Донского.
Окончил Донской кадетский корпус (1908) и Николаевское кавалерийское училище (1910), откуда выпущен был хорунжим в 7-й Донской казачий полк. Произведен в сотники 2 октября 1913 года.
С началом Первой мировой войны, 16 марта 1915 года переведен в 42-ю артиллерийскую бригаду с переименованием в поручики. Удостоен ордена Св. Георгия 4-й степени
За то, что в бою 20 мая 1915 года у д. Пшендзель, выдвинувшись со взводом вперед под сильным и действительным огнем противника, меткой стрельбой своего взвода настолько ослабил огонь пулеметов противника, что дал возможность нашей пехоте прорвать его укрепленную позицию, и тем способствовал развить дальнейший успех и нанести противнику решительное поражение.
Произведен в штабс-капитаны 27 июля 1916 года, в капитаны — 29 июля того же года.
В Гражданскую войну участвовал в Белом движении на Юге России. В Донской армии — командир 9-й Донской конной батареи, полковник. В Русской армии — командир 3-й Донской казачьей батареи. Награждён орденом Св. Николая Чудотворца
За то, что в бою 17 июля 1920 года, когда 2-я Донская конная дивизия во время перехода через железную дорогу была атакована двумя бронепоездами красных, пришедших со стороны станции В.Токмак, он, командуя 3-й батареей, с расстояния 200 саженей, несмотря на сильнейший пулеметный и артиллерийский огонь бронепоездов, метким огнем подбил передовой бронепоезд и тем заставил оба бронепоезда сдаться нам.

В бою 14 сентября 1920 года под станцией Вели-Тарамо подбил бронепоезд "Красноармеец".

В бою 16 сентября 1920 года под той же станцией, когда бригада красных 7-й кавалерийской дивизии зашла в тыл 2-й Донской дивизии, он с четырьмя сотнями 6-го имени атамана Ермака полка, своим огнем четыре часа сдерживал конницу красных до подхода наших подкреплений.
Эвакуировался из Крыма на остров Лемнос. Осенью 1925 года — в составе 5-го Донского казачьего полка в Болгарии. В эмиграции во Франции. Последние годы жизни провел в Русском доме в Ментоне, где и скончался в 1989 году. 

## Награды
- Орден Святого Станислава 3-й ст. с мечами и бантом (ВП 29.01.1915)
- Орден Святого Владимира 4-й ст. с мечами и бантом (ВП 23.05.1915)
- Орден Святой Анны 3-й ст. с мечами и бантом (ВП 1.06.1915)
- Орден Святого Георгия 4-й ст. (ВП 26.08.1916)
- Орден Святителя Николая Чудотворца (Приказ Главнокомандующего № 239, 10 июля 1921)